# Willem de Kooning
Willem de Kooning (n. 24 aprilie 1904, Rotterdam, Țările de Jos – d. 19 martie 1997, East Hampton⁠(d), New York, SUA) a fost un artist neerlandezo-american. 
În perioada de după al Doilea Război Mondial, de Kooning a pictat într-un stil devenit cunoscut cu denumirea de expresionism abstract și a făcut parte din grupul de artiști care au devenit cunoscuți ca făcând parte din New York School. Alți pictori din acest grup: Jackson Pollock, Elaine de Kooning, Lee Krasner, Franz Kline, Arshile Gorki, Mark Rothko, Hans Hofmann, Adolph Gottlieb, Robert Motherwell, Philip Guston și Clyfford Still.

## Legături externe
- Format:MoMA artist
- Willem de Kooning la Find a Grave
- Links to reproductions Arhivat în 24 septembrie 2016, la Wayback Machine.
- Willem de Kooning at Xavier Hufkens, Brussels
- Woman in the Pool Arhivat în 28 ianuarie 2019, la Wayback Machine. (1969) Phoenix Art Museum
- Willem de Kooning in the National Gallery of Australia's Kenneth Tyler collection Arhivat în 18 martie 2017, la Wayback Machine.
- Sam Hunter "Willem de Kooning Lecture" The Baltimore Museum of Art: Baltimore, Maryland, 1964 Arhivat în 28 noiembrie 2012, la Wayback Machine. Retrieved 26 iunie 2012
- Frank O'Hara — Rainbow Warrior

1. ↑  Museum of Modern Art online collection, accesat în 4 decembrie 2019
2. ↑  de Kooning: An American Master[*], p. xiii Verificați valoarea |titlelink= (ajutor)
3. 1 2 3 4 5 6  RKDartists
4. ↑  Autoritatea BnF, accesat în 10 octombrie 2015
5. 1 2  CONOR.SI[*] Verificați valoarea |titlelink= (ajutor)
6. ↑  de Kooning: An American Master[*], p. 25-45 Verificați valoarea |titlelink= (ajutor)